# Ludwika Wolska
Ludwika Wolska (ur. 1895 w Warszawie, zm. ?) – działaczka kobieca, posłanka na Sejm II RP.
Studiowała filologię klasyczną na Uniwersytecie Warszawskim. Po uzyskaniu absolutorium w 1922 r. uczyła łaciny w prywatnych gimnazjach warszawskich. Członkini Klubu Politycznego Kobiet Postępowych. Publikowała także artykuły dotyczące m.in. udziału kobiet w samorządzie zamieszczane w „Bluszczu”. Działaczka i jedna z liderek Związku Pracy Obywatelskiej Kobiet. Członkini Zarządu Głównego (1932). Posłanka III kadencji 1930–1935 z listy Bezpartyjnego Bloku Współpracy z Rządem w okręgu nr 10. W parlamencie należała do Grupy Kobiecej BBWR. Zasiadała w komisjach spraw zagranicznych i administracyjnej (zastępca przewodniczącego). 19 razy zabierała głos w debatach sejmowych. Jako parlamentarzystka wzięła udział  w Kongresie Kobiet Słowiańskich w Belgradzie (1933).
Po powstaniu warszawskim znalazła się w Zakopanem, gdzie w latach 1944–1945 uczyła łaciny na tajnych kompletach liceum im. Oswalda Balzera.